# مسابقات جهانی ژیمناستیک ریتمیک ۱۹۶۹
مسابقات جهانی ژیمناستیک ریتمیک ۱۹۶۹ چهارمین دوره مسابقات جهانی ژیمناستیک ریتمیک است که در وارنا، بلغارستان از ۲۷ تا ۲۹ سپتامبر ۱۹۶۹ میلادی برگزار شده‌است.

## کشورهای شرکت کننده
۴۴ ورزشکار از ۱۴ کشور - بلغارستان, اتحاد جماهیر شوروی سوسیالیستی, مجارستان, چکسلواکی, رومانی, جمهوری دمکراتیک آلمان, آلمان غربی, کوبا, لهستان, کره شمالی, یوگسلاوی, سوئد, دانمارک, فرانسه, بلژیک, هلند, ایتالیا و ژاپن.

## جدول مدال‌ها
| رتبه | کشورها             | طلا | نقره | برنز | مجموع |
| ۱    | بلغارستان          | ۴   | ۶    | ۱    | ۱۱    |
| ۲    | اتحاد جماهیر شوروی | ۲   | ۴    | ۲    | ۸     |
| ۳    | چکسلواکی           | ۰   | ۰    | ۱    | ۱     |